# Marașceanka, Busk
Marașceanka (în ucraineană Маращанка) este un sat în comuna Sokolea din raionul Busk, regiunea Liov, Ucraina.

## Demografie
Componența lingvistică a localității Marașceanka
     Ucraineană (100%)
Conform recensământului din 2001, toată populația localității Marașceanka era vorbitoare de ucraineană (100%).